# Фріда Керн
Фріда Керн, до шлюбу Зайц (9 березня 1891, Відень — 23 грудня 1988, Лінц) — австрійська композиторка і диригентка. Керн заснувала жіночий оркестр, з яким гастролювала Європою та Північною Африкою. 

## Життєпис
Фріда Зайц була старшою з чотирьох братів і сестер і переїхала до Лінца разом зі своїми батьками, Вільгельмом і Герміною Зайц, у 1896 році. Там вона у віці 18 років у 1909 році вступила в шлюб з банківським чиновником Максом Керном. Після одужання від черевного тифу вона 1912 року і  почала навчання у Віденській музичній академії, де навчалась до 1914 року. У 1923 році продовжила навчання музиці у Франца Шмідта (композиція) та Роберта Хегера (диригування). Іншими її вчителями були Дірк Фок, Євсевій Мандичевський та Олександр Вундерер. У 1927 році вона склала іспити з композиції і потім працювала композиторкою. Фріда Керн заснувала жіночий оркестр, з яким гастролювала Європою та Північною Африкою. Створені нею твори звучали на радіо та на концертах.
1 квітня 1933 року вона подала заяву про вступ до НСДАП, але її вже не могли прийняти, оскільки партія на той час була заборонена. Наприкінці року вона розірвала зв'язок із партією. Тому заявку на членство в 1939 році після анексії Австрії було відхилено. З 1943 по 1945 рік викладала гармонію, контрапункт та iнструментознавство у Віденському університеті.
Після війни була реабілітована, у 1960 році отримала звання професора та стала віцепрезидентом Асоціації митців Верхньої Австрії.
Її спадщина знаходиться в Австрійській національній бібліотеці.

## Вибрані твори
- Die vier Geigerlein (Vier kleine Vortragsstücke) (1891—1988) для 4 скрипок
- Flötenserenade op. 62 (1891—1988) для флейти і фортепіано
- Scherzo (1891—1988) для валторни та фортепіано
- Spanischer Tanz Nr. 1 aus op. 24 (1891—1988) для фагота та фортепіано або віолончелі та фортепіано
- Vier Stücke für Blaserquintett op. 25 (1891—1988) для духового квінтету

## Почесті
На її честь названа вулиця в Лінці